# Schizotetranychus jachontovi
Schizotetranychus jachontovi är en spindeldjursart som beskrevs av Reck 1953. Schizotetranychus jachontovi ingår i släktet Schizotetranychus och familjen Tetranychidae. Inga underarter finns listade i Catalogue of Life.